# 2309 Mr. Spock
2309 Mr. Spock è un asteroide della fascia principale del Sistema solare. Scoperto nel 1971 da James B. Gibson, presenta un'orbita caratterizzata da un semiasse maggiore pari a 3,0179381 UA e da un'eccentricità di 0,0866291, inclinata di 10,96736° rispetto all'eclittica.
Fa parte della famiglia di asteroidi Eos.
Il nome dell'asteroide non deriva direttamente dal personaggio di Star Trek Spock, quanto da quello del gatto dello scopritore: come il suo omonimo, il gatto "Mr. Spock" era "imperturbabile, logico, intelligente e aveva orecchie a punta".
Il nome suscitò delle polemiche, perciò l'Unione Astronomica Internazionale ha deciso che l'uso di nomi di animali per la denominazione di corpi celesti è sconsigliato. Comunque da allora molti altri asteroidi sono stati chiamati con nomi di personaggi di Star Trek, come anche di musicisti e di altre figure della cultura popolare.